# Doreen Pollack
Doreen Pollack (* 16. März 1921 in Birmingham, England; † 8. Juni 2005 in Aurora, Colorado) war eine britisch-amerikanische Logopädin und Pionierin der auditiv-verbalen Erziehung und des Neugeborenenhörscreenings.

## Leben
Doreen Pollack machte 1948 einen Hochschulabschluss in Logopädie (speech pathology) an der London University. Sie startete ihre Karriere, indem sie sich einem Team von Audiologen in New York City anschloss, die sich mit der Audiometrie-Forschung an Vorschulkindern befassten. Unter ihrer Anleitung wurden zum ersten Mal am Columbia Presbyterian Hospital ein Neugeborenenhörscreening durchgeführt, was heute Routine ist und von einigen US-Staaten gesetzlich vorgeschrieben ist.
Das Screeningprogramm führte zur Gründung einer Modellklinik für Ton- und Sprachtraining für Vorschulkinder mit Hörbeeinträchtigung. In den frühen 1950er Jahren weitete sie ihre Forschung an der University of Denver weiter aus, wo sie die Denver Hearing Society (1950–1960) gründen half.
1965 wurde sie Direktorin an der Sprach- und Hörklinik am Porter Memorial Hospital. Die von ihr 1970 gegründete gemeinnützige The Listen Foundation in Denver, unterstützt weiterhin Familien und Kinder, die ihre Methoden verwenden. Eltern gehörloser Kinder suchten den Rat von Doreen Pollack auch noch nach ihrer Pensionierung im Jahr 1982.

## Werk
Als Logopädin und Audiologin wurde Doreen Pollack international durch ihr Forschungs- und Therapieprogramm für hörgeschädigte Kinder bekannt. Ihre Publikation über Sprachtherapie für gehörlose Vorschulkinder ist eines der meistverwendeten Bücher auf diesem Gebiet.
Die von ihr entwickelte Therapie, welche sie Acoupedics (eine Methode der auditiv-verbalen Erziehung) bezeichnete, war ein Sprachprogramm mit dem gehörlosen Kindern ab 11 Monaten Sprache mit natürlicher Intonation beigebracht werden konnte, was zu dieser Zeit eine revolutionäre Idee war. Mit starken Hörgeräten in beiden Ohren zur Verstärkung ihres Restgehörs, konnten gehörlose Kinder Vokallaute hören, um die Sprache zu erlernen.
Die auditiv-verbale Erziehung ist speziell für gehörlose Kinder unter fünf Jahren konzipiert und hat sich als effektiver wie Lippenlesen und Gebärdensprache erwiesen. Pollack war überzeugt von ihrer Methode, weil sie Hörgeschädigten ermöglichte, sich völlig in die hörende Welt zu integrieren. Sie sah in jedem gehörlosen Kind eine individuelle Herausforderung, dass die Chance haben sollte, Sprechen zu lernen.

## Veröffentlichungen
- Educational audiology for the limited-hearing infant and prescholler. Charles C. Thomas. Springfield, IL. 1970. 3. Ausgabe 1997 mit Donald Goldberg, Donald Michael Goldberg, Nancy Caleffe-Schenck, ISBN 0398067511